# Анеси ле Вје
Анеси ле Вје (фр. Annecy-le-Vieux) насеље је и општина у источној Француској у региону Рона-Алпи, у департману Горња Савоја која припада префектури Анси.
По подацима из 2011. године у општини је живело 20.012 становника, а густина насељености је износила 1115| становника/km². Општина се простире на површини од 17,02 km². Налази се на средњој надморској висини од | метара (максималној 1.153 m, а минималној 417 m m).

## Демографија
| 1962. | 1968. | 1975.  | 1982.  | 1990.  | 1999.  | 2011.  |
| ----- | ----- | ------ | ------ | ------ | ------ | ------ |
| 4.681 | 6.754 | 13.537 | 14.054 | 17.520 | 19.596 | 20.012 |

График промене броја становника у току последњих година